# Bastien Toma
Bastien Toma (Sion, 24 giugno 1999) è un calciatore svizzero, centrocampista del San Gallo.

## Caratteristiche tecniche
È un mediano.

## Carriera

### Club
Cresciuto nelle giovanili del Sion, ha esordito in prima squadra il 27 luglio 2017 in occasione del match di UEFA Europa League perso 3-0 contro il Sūduva.
Il 10 settembre 2020 si trasferisce al Genk.

### Nazionale
Ha giocato nelle nazionali giovanili svizzere Under-17, Under-18, Under-19 ed Under-21.

## Statistiche

### Presenze e reti nei club
Statistiche aggiornate al 27 ottobre 2018.
| Stagione        | Squadra         | Campionato      | Campionato | Campionato | Coppe nazionali | Coppe nazionali | Coppe nazionali | Coppe continentali | Coppe continentali | Coppe continentali | Altre coppe | Altre coppe | Altre coppe | Totale | Totale | Totale |
| Stagione        | Squadra         | Comp            | Pres       | Reti       | Comp            | Pres            | Reti            | Comp               | Pres               | Reti               | Comp        | Pres        | Reti        | Pres   | Reti   |        |
| --------------- | --------------- | --------------- | ---------- | ---------- | --------------- | --------------- | --------------- | ------------------ | ------------------ | ------------------ | ----------- | ----------- | ----------- | ------ | ------ | ------ |
| 2016-2017       | Sion II         | PL              | 15         | 0          | -               | -               | -               | -                  | -                  | -                  | -           | -           | -           | 15     | 0      |        |
| lug.-ott. 2017  | Sion II         | PL              | 9          | 1          | -               | -               | -               | -                  | -                  | -                  | -           | -           | -           | 9      | 1      |        |
| Totale Sion II  | Totale Sion II  | Totale Sion II  | 24         | 1          |                 | -               | -               |                    | -                  | -                  |             | -           | -           | 24     | 1      |        |
| ott. 2017-2018  | Sion            | SL              | 21         | 1          | CS              | 1               | 0               | UEL                | 1                  | 0                  | -           | -           | -           | 23     | 1      |        |
| 2018-2019       | Sion            | SL              | 11         | 1          | CS              | 2               | 0               | -                  | -                  | -                  | -           | -           | -           | 13     | 1      |        |
| Totale Sion     | Totale Sion     | Totale Sion     | 32         | 2          |                 | 3               | 0               |                    | 1                  | 0                  |             | -           | -           | 36     | 2      |        |
| Totale carriera | Totale carriera | Totale carriera | 56         | 3          |                 | 3               | 0               |                    | 1                  | 0                  |             | -           | -           | 60     | 3      |        |

## Palmarès

### Club

#### Competizioni nazionali
- Coppa del Belgio: 1

Genk: 2020-2021